# Crocidura yankariensis
Crocidura yankariensis es una especie de musaraña (mamífero placentario de la familia Soricidae).

## Distribución geográfica
Se encuentra en Camerún, Etiopía, Kenia, Nigeria, Somalia, Sudán y posiblemente también en República Centroafricana y Chad.